# San José Cancasque
Cancasque (o San José Cancasque) è un comune del dipartimento di Chalatenango, in El Salvador.
Ha una popolazione di 1 751 abitanti (censimento 2007) ed una superficie di 35,42 km².